# Minibus

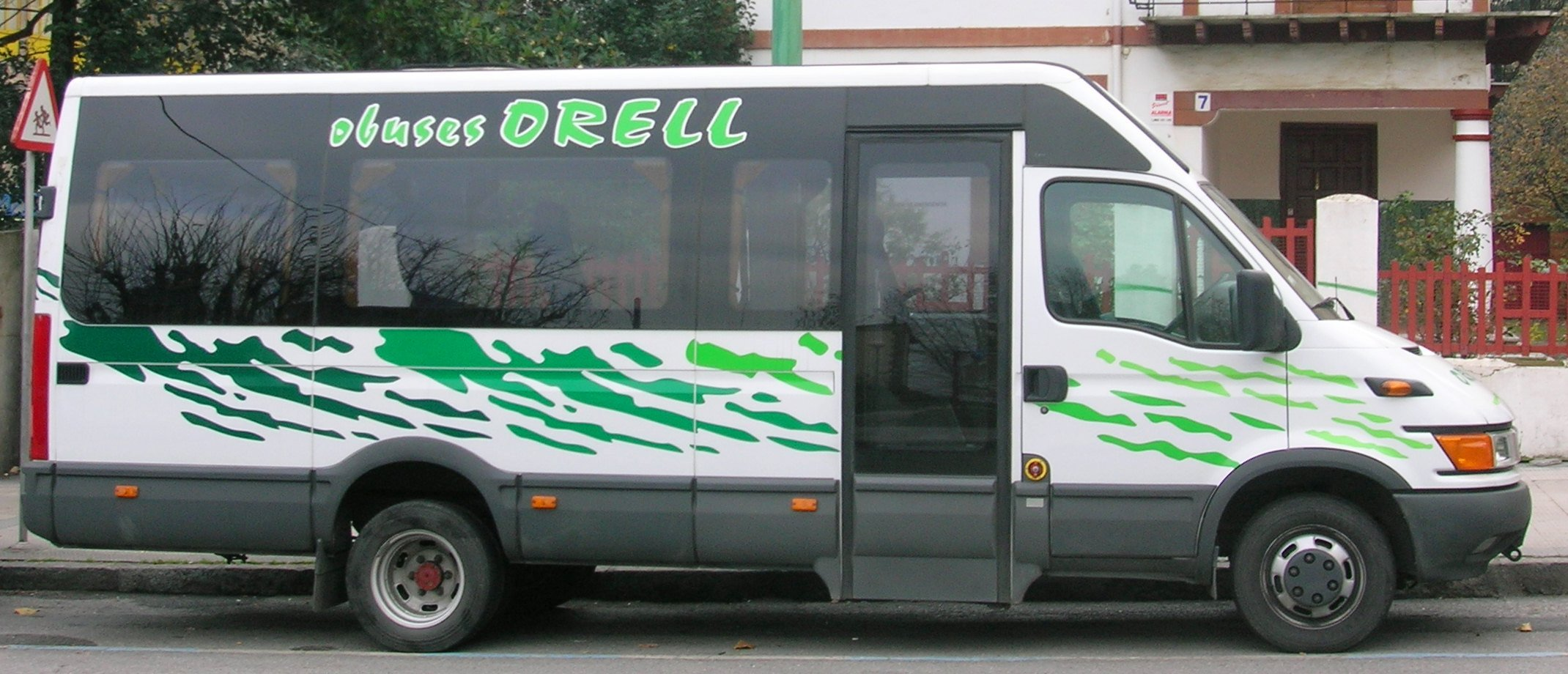
Iveco Daily

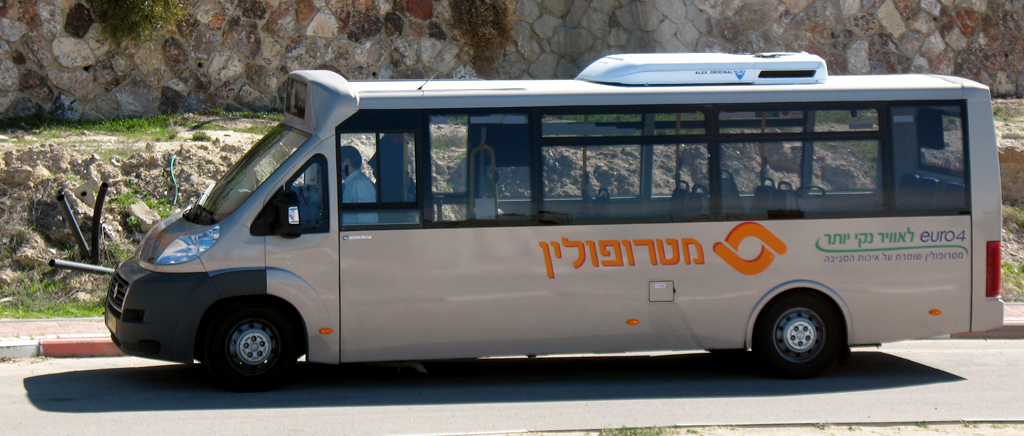
Fiat Ducato/Peugeot Boxer/Citroën Jumper

Minibus je silniční vozidlo, které se počtem míst k sezení řadí mezi mikrobus a midibus. Vyrábějí je častěji výrobci dodávkových automobilů než výrobci autobusů, protože minibusy mají často s dodávkovými vozy shodnou konstrukci.
Minibusy na bázi italské dodávky Iveco Daily nabízí firma Iveco Bus, nástupce vysokomýtské Karosy. Další české firmy nabízejí minibusy vzniklé přestavbou různých evropských dodávek. Nejčastější cca 14–17místné minibusy v Česku vycházejí z dodávek Mercedes Benz Sprinter, Iveco Daily, Volkswagen LT/Crafter, Ford Transit (provedení „Bus M2“). Objevují se i menší, cca dvanáctimístné, minibusy VW Transporter, Fiat Ducato (Peugeot Boxer, Citroën Jumper), Ford Transit (do r. 2000). Na podvozku Iveco Daily je vyráběn například český minibus/midibus Dekstra či slovenský Rošero First. Dříve byl na stejném podvozku vyráběn český minibus/midibus SKD Stratos.
Terminologie je neoficiální a není ustálená, v některých zemích a zdrojích jsou za podskupinu minibusů považovány i midibusy, někdy až do délky 10,5 či 11 metrů, jindy jsou naopak typické minibusy i v českých zdrojích označovány jako mikrobusy (například Mercedes Benz Sprinter, Iveco Daily atd.).
V systému Pražské integrované dopravy (PID) je minibus definován jako vozidlo o délce maximálně 8 metrů. Vozidla o délce 8,01 až 10 metrů jsou pak považována za midibusy a vozidla o délce 10,01 až 11 metrů spadají do kategorie midibus+.

## Samořídící minibus
Prvním samořídícím minibusem, resp. mikrobusem, je Olli. Přepravuje cestující v Berlíně v uzavřeném firemním areálu a má kapacitu 8 míst. Jeho cestovní rychlost je kolem 9 km/h. Překážkám se neumí vyhnout a tak před nimi zastavuje; občas „vidí“ překážku i tam, kde se žádná nevyskytuje.